# 弁護士 灰島秀樹
『弁護士 灰島秀樹』（べんごし はいじまひでき）は、2006年10月28日放送の日本のテレビドラマ。

## 概要
1997年にフジテレビ系で放送されたドラマ『踊る大捜査線』のスピンオフ作品。「踊るレジェンドムービー」として2005年に公開された映画『容疑者 室井慎次』に於いて、室井慎次を追い詰める弁護士として登場した灰島秀樹（演・八嶋智人）を主人公とした、いわゆるスピンオフ映画からのさらなるスピンオフドラマである。
2006年10月28日に「踊るレジェンドスペシャルプロジェクト」の第4弾としてフジテレビ系「土曜プレミアム」枠（21時 - 22時54分（日本時間））で放送された。視聴率は16.8%（ビデオリサーチ調べ）。
2013年4月3日発売の「踊る大捜査線 SPIN-OFF COMPLETE Blu-ray BOX」に初のソフト化として収録される。

## あらすじ
2006年3月。灰島法律事務所を取り仕切る若きやり手弁護士・灰島秀樹（八嶋智人）のもとへ、ある日1人の男が弁護の依頼にやってきた。男の名は瀬籐賢三（野村宏伸）、千葉県の県議会議員。国と千葉県が進める「東京湾海洋博覧会」の開催予定地として千葉県・神ヶ浦町が選ばれたが、現地の環境保護を訴え地元の住民達は反対。国を相手取り計画取り消しを求める裁判を起こすも、住民達の訴えは第1審で退けられてしまった。瀬籐はその上訴審の弁護を灰島に依頼するが、灰島らは見返りの報酬が期待できないとして依頼を一旦断る。しかしその直後、IT関連企業社長・速水龍人（長井秀和）から別の依頼が舞い込んだ。速水が進めるテーマパーク計画の予定地が先の海洋博覧会予定地と重なっているため、速水は1億円の報酬をちらつかせ、秘密裏に博覧会計画を潰すよう灰島に求めてきた。
速水の依頼を快諾した灰島法律事務所は、神ヶ浦町住民達の依頼を引き受ける振りをし、環境保護運動を盾に世論を味方に付け、海洋博覧会を中止に追い込むシナリオを企てる。博覧会を推進する県議員達を次々とスキャンダルでマスコミにリークさせ、博覧会を押し進める国会議員も手玉に取るなど筋書きは着々と進むが、灰島は環境保護団体の代表・芦川淑子（石田ゆり子）に自分の亡き母親を重ね合わせ、本当に住民を裏切ってよいのか思い悩んでしまう。そんな灰島に愛想を尽かした部下が灰島の元から去り、灰島は窮地に追い込まれる。当てもなく街をさまよい、警視庁・沖田管理官（真矢みき）と出くわした灰島は飲み屋で一杯交わす。
事務所に戻った灰島は沖田から送られてきたメールをノートPCで見て、この裁判の裏に隠された陰謀を知ることになる…。

## キャスト
踊る大捜査線シリーズの登場人物一覧も参照のこと。
- 灰島秀樹（灰島法律事務所所長 弁護士） - 八嶋智人
- 篠田真一（灰島法律事務所 弁護士） - 吹越満
- 河野脇子（灰島法律事務所 弁護士） - 松永玲子
- 渡部広太（灰島法律事務所 弁護士） - 佐藤恒治
- 根本強兵（灰島法律事務所 弁護士） - 野間口徹
- 流川茂（灰島法律事務所 弁護士） - 村上航
- 芦川淑子（海洋博覧会反対派住民代表） - 石田ゆり子
- 瀬籐賢三（千葉県議会議員） - 野村宏伸
- 速水龍人（IT企業「Wonder Codec」社長） - 長井秀和
- 芦川直道（淑子の息子） - 中村咲哉（子役）
- 木下輝子（弁護士、海洋博覧会協会代理人） - 深浦加奈子
- 安田宗孝（衆議院議員、海洋博覧会協会会長） - 伊東四朗
- 灰島法律事務所 受付担当 - 佐藤めぐみ
- 神ヶ浦町住民の1人 - でんでん
- 神ヶ浦町住民の1人 - 真下有紀
- 神ヶ浦町住民の1人 - 福井博章
- 三善博之（千葉県議会議員） - 春海四方
- 車イスの老人（架空投資詐欺裁判の原告の1人） - 鈴木清順
- 野口達夫（秋葉原大学生殺害事件の容疑者） - 伊集院光 （声のみ、ノンクレジット）
- 沖田仁美（警視庁刑事部捜査第一課管理官 警視正） - 真矢みき

## スタッフ
- 脚本：君塚良一
- 企画：金井卓也（フジテレビ）
- 音楽：梅堀淳
- オリジナルテーマ曲：「HAIJIMAX」松本晃彦 ※ブルーレイ版のみ
- サウンドデザイナー：藤村義孝
- 音響効果：近藤隆史
- 撮影：清久素延
- 音声：芦原邦雄
- 照明：堀田耕二
- 編集：河村信二
- プロデューサー：古郡真也
- 演出：小林大策（『容疑者 室井慎次』助監督）
- 制作著作：フジテレビ
- 制作協力：SPREAD

## 音楽
本作の音楽は松本晃彦ではなく梅堀淳が担当しており、これはシリーズ初のことである。
更に、テーマ曲は梅堀淳ですらなく、海外アーティストのフィッシャースプナー（Fischerspooner）の大ヒット曲「Emerge（イマージュ）」をアレンジした「Emerge [Dave Clarke Remix]」が挿入曲とい、う形で使われており、これもまたシリーズ初である。ただし、2013年に発売されたブルーレイでは、映画『容疑者 室井慎次』テーマ曲「HAIJIMAX」に差し替えられている。

## ソフトリリース
2013年4月3日発売「踊る大捜査線 SPIN-OFF COMPLETE Blu-ray BOX」に収録（初ソフト化）。 

## シリーズ他作品とのリンク
- 『踊る大捜査線』ドラマシリーズ
  - 劇中で沖田仁美が捜査中の事件で逮捕された野口達夫は、ドラマシリーズ第5話で恩田すみれ（演・深津絵里）をストーキングし怪我を負わせた犯人である。野口の姿はほとんど登場しない（テレビ越しの声のみ）が、同事件がドラマ第5話同様ピンクサファイア絡みであること、灰島が「9年前の事件」と言っている（ドラマシリーズは1997年に放送）ことから推測できる。
  - 灰島が河野に食事の誘いをする直前に、弁護士事務所があるビルの一階の場面でカエル急便の配達員が通り過ぎる。また、同シーンでは湾岸署内でたびたび確認できる清掃員と同じ格好をした女性が玄関ホールの掃除をしていた（恐らく同じ清掃会社と思われる）。
  - 篠田が渡部と飲み屋で語り合うシーンで、二人の後方の席にドラマシリーズから登場しているボクサー＆トレーナーのトレーナー（演・佐々木俊彦）がいる。
  - 冒頭弁護士事務所のビルが映るシーンで、ビルの中から過去に『踊る大捜査線』にて演出補を担当していた長瀬国博が出てくる。
- 『交渉人 真下正義』
  - 灰島が持っている携帯ゲーム機「アルファフラップ2」に掛かっているチョロQキーホルダーは、『交渉人 真下正義』に登場するTTR（東京トランスポーテーションレールウェイ）の車両「クモ E4-600」。犯人が乗っている黒いカエル急便の車両内のバックミラーに掛かっていたキーホルダーと同一のものと思われ、『容疑者 室井慎次』劇中でも確認できる。
- 『容疑者 室井慎次』
  - 本作品の最終日（住民への説明会開催日）に灰島が着ていた服は、『容疑者 室井慎次』で着用していた服と同一。